# Kort en Klein
Kort en Klein was een succesvol komisch tv-programma met sketches en liedjes. Het programma werd tussen 1970 en 1972 uitgezonden door de VARA. In de eerste twee seizoenen bestond de cast uit Ida Bons, Martin Brozius, Jeroen Krabbé, Carry Tefsen en Elsje de Wijn. In het derde seizoen waren alleen De Wijn, Krabbé en Brozius nog over en werden zij in iedere uitzending bijgestaan door twee gastacteurs, waaronder Leen Jongewaard, Aart Staartjes, Corrie van Gorp, Ria Valk, Ronny Bierman en Willeke Alberti
De regisseur was Nico Knapper.